# 2,4-Bis((4-hydroxyphenyl)methyl)-5-methoxy-3-(2-phenylethenyl)phenol
2,4-Bis[(4-hydroxyphenyl)methyl]-5-methoxy-3-(2-phenylethenyl)phenol ist eine Phenol-Derivat, welches in der Orchideenart Galeola faberi entdeckt wurde. Es kommt außerdem in der Orchidee Phragmipedium calurum vor und zeigte 2012 in einer Untersuchung durch Starks et al. moderate Aktivität gegen Lungenkrebszellen.

## Darstellung
Eine Synthese ist derzeit nicht bekannt.